# Timoteo della Vite

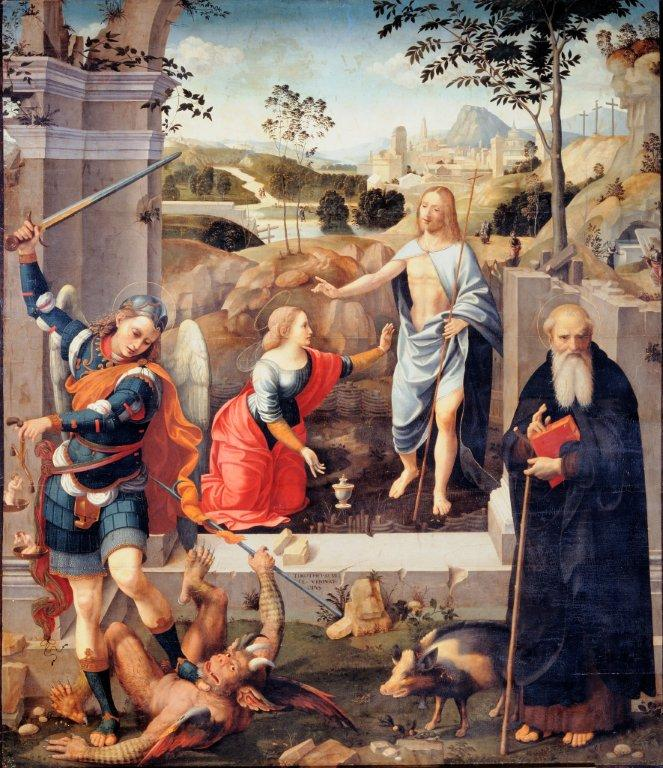
Noli me tangere, retable, église de Sant'Angelo Minore, Cagli.

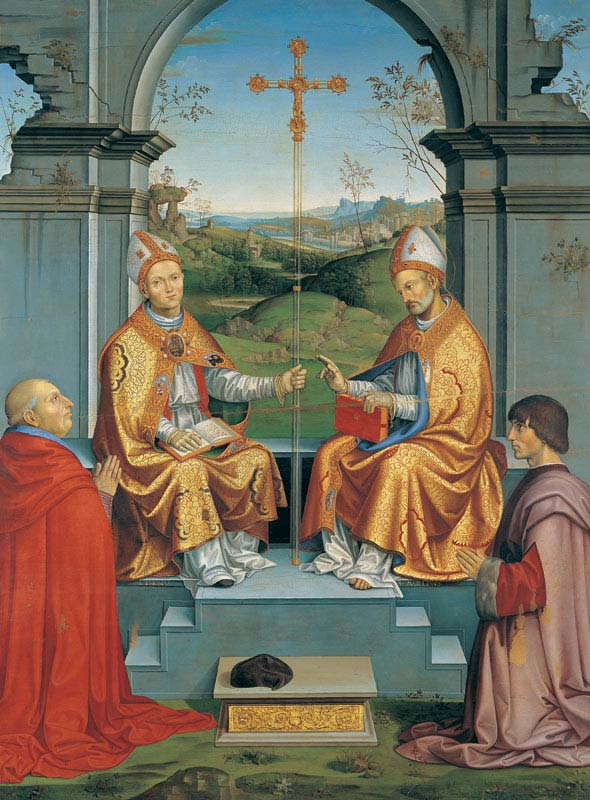
Saint Thomas Becket et saint Martin de Tours avec l'archevêque Giovanni Pietro Arrivabene.

Timoteo della Vite ou Timoteo Viti ou encore Timoteo da Urbino (né en 1469 à Urbino (Marches), mort en 1523 dans cette même ville) est un peintre italien de l'école ombrienne de la Renaissance actif au XVe et XVIe siècles.
Giorgio Vasari cite Timoteo della Vite et décrit sa biographie dans Le Vite.

## Biographie
Timoteo della Vite, petit-fils d'Antonio Alberti de Ferrare est issu  d'une famille honorable.
Décidé à devenir orfèvre, son frère Pierantonio l'invite à  Bologne où il devient élève de Francesco Francia.
Il décide néanmoins de devenir peintre. À Bologne de 1490 à 1495, il a très probablement travaillé avec Raphaël. Suivant le dire de Vasari, Timoteo Viti aida Raphaël dans l'exécution des fresques de l' église Sainte-Marie de la Paix.
En 1495 il revient à Urbino, où selon Giorgio Vasari«  Timoteo est un artiste, un poète et un musicien ».
Il y remplit des charges politiques, magistrat pendant l'année 1508 et magistrat en chef en 1513.
Timoteo della Vite meurt à Urbino en 1523.

## Œuvres
- Décorations du Palazzo Petrucci à Sienne (1508), avec Girolamo Genga
- Madone avec les saints Jean et Sébastien, retable, pinacothèque de Brera, Milan.
- Madone avec les saints (1514), retable, Galerie Nationale des Marches, Urbino.
- Saint Thomas Becket et saint Martin de Tours avec l'archevêque Giovanni Pietro Arrivabene,
- Marie-Madeleine, pinacothèque nationale, Bologne.
- Dieu le père, pinacothèque Ambrosienne, Milan.
- Noli me tangere, retable, église de Sant'Angelo Minore, Cagli.

## Dessins
- Etude d'homme nu vu de profil, pierre noire, H. 34.3 ; L. 14.2 cm[3]. Paris. Beaux-Arts[4].
- Femme nue debout, vue de dos ; Profil d'une tête d'homme en pointillé, pierre noire sur papier préparé, H. 32.4; L. 19 cm[5]. Paris, Beaux-Arts[4].

### Source et bibliographie
- Charles Blanc, Histoire des Peintres de toutes les écoles. Timoteo della Vite ou Viti. 1469-1523, Renouard, 1868

### Liens
- Peintres nés dans les Marches
- Renaissance à Urbino